# Петришин Григорій Іванович
Григо́рій Іва́нович Петри́шин (5 лютого 1800 року, с. Хриплин, Станіславський округ, Королівство Галичини та Володимирії, Австрійська імперія — 24 лютого 1850 року, там же) — селянин з села Хриплин, політичний та громадський діяч Галичини середини XIX століття, посол до Австрійського парламенту 1848 року.
Член Райхстагу від 10 липня 1848 року до 7 березня 1849 року. Обраний від Жидачівського виборчого округу.
7 березня 1849 року парламент був розпущений і парламентарі втратили повноваження.